# Ostro (1901)
«Остро» (італ. Ostro) — ескадрений міноносець ВМС Італії початку XX століття типу «Лампо».

## Історія створення
Ескадрений міноносець «Остро» був закладений у березні 1900 року на верфі «Schichau-Werke» в Ельбінгу. Спущений на воду 9 лютого 1901 року, у грудні того ж року вступив у стрій.

## Історія служби
Есмінець брав участь в італійсько-турецькій війні. 18 квітня 1912 року разом з лінкором «Емануеле Філіберто» атакував турецький гарнізон на острові Самос, внаслідок чого був потоплений військовий корабель «Ixanié», а також були зруйновані декілька берегових батарей та казарм. 
2 травня того ж року «Остро» разом з лінкором «Реджина Маргерита» атакував Родос, прикриваючи висадку десанту.
З початком Першої світової війни «Остро» (разом з однотипними «Лампо», «Дардо», «Еуро» та «Страле») був включений до складу VI ескадри есмінців. Командував кораблем капітан III рангу Вінспер(італ. Winspeare).
Оскільки на той момент есмінець вже був застарілий, він, як і однотипні кораблі, не залучався до активних дій. Ці есмінці в основному використовувались для супроводу кораблів.
Протягом 1915-1918 років есмінець був переобладнаний на мінний загороджувач. Він міг нести 12 мін, глибинні бомби та протичовнові торпеди.
Надалі «Остро» не брав участі у серйозних бойових операціях.
У 1920 році корабель був виключений зі складу флоту і зданий на злам.